# Mudanjiang-Grenzmauer
Die Mudanjiang-Grenzmauer (chinesisch 牡丹江邊牆 / 牡丹江边墙, Pinyin Mǔdānjiāng biānqiáng, englisch Border Wall of Mudanjiang) in der nordostchinesischen Provinz Heilongjiang wird auch als die Große Mauer der Tang-Dynastie (唐长城,  Táng Chángchéng, englisch Tang Great Wall) bezeichnet. Sie befindet sich im Gebiet der Gebirgsgegend der Städte Mudanjiang und Ning’an im Südosten der Provinz; ihre Länge beträgt ca. 100 km.
Die gesamte Mauer wird immer als „Grenzmauer“ (边墙,  biānqiáng) bezeichnet; sie ist in drei Teile unterteilt: die Mudanjiang-Grenzmauer, Jingpohu-Grenzmauer und Jiangdong-Grenzmauer.
Der Bau sämtlicher Abschnitte wurde in der chinesischen Zeit der Tang-Dynastie im Bohai-Reich (Balhae) des chinesischen Nordostens begonnen; sie wurde bis Ende der Jin-Dynastie (der Jurchen) und im Östlichen Xia-Reich (Dongxia 東夏 / 东夏; engl. Eastern Xia empire) weiterverwendet. Dies sind die nordöstlichsten Ruinen der Großen Mauer in China.
Die Mudanjiang-Grenzmauer (Mudanjiang bianqiang) steht seit 2006 auf der Liste der Denkmäler der Volksrepublik China (6-503).

## Kurzfilm
- Shipin: Tang Changcheng Mudanjiang bianqiang lieru Shijie wenhua yichan minglu – Kurzfilm (Beginn nach 15 s) – Chinesisch